# Polytela tanit
Polytela tanit är en fjärilsart som beskrevs av Charles E. Rungs 1972. Polytela tanit ingår i släktet Polytela och familjen nattflyn. Inga underarter finns listade i Catalogue of Life.